# Garuda-Wisnu-Kencana-Kulturpark
Der Garuda-Wisnu-Kencana-Kulturpark (indonesisch: Taman Budaya Garuda Wisnu Kencana) oder kurz GWK ist ein Kulturpark in Ungasan im Süden der indonesischen Insel Bali. Er befindet sich etwa 10–15 Fahrminuten vom internationalen Flughafen Ngurah Rai entfernt. Der Park ist der Gottheit Wisnu (anderswo als Vishnu bekannt) und seinem Reittier Garuda gewidmet. Garuda ist ein nationales Wahrzeichen und bildet das Wappen Indonesiens. Der Park ist eine Mischung aus Skulpturen, Gartenanlage und kulturellen Darbietungen.

## Die verschiedenen Areale des Parks
Im Zentrum des Parks befindet sich die größte zusammenhängende Außenfläche des Parks, die als Lotus Pond bezeichnet wird. Sie wird von großen, senkrecht aufsteigenden Kalksteinwänden begrenzt, die selbst ein Naturschauspiel darstellen. Mehrmals pro Jahr dient das Gelände als Veranstaltungsort für große Events und Konzerte mit bis zu 7000 Besuchern.
Am Ende des „Lotus Pond“ befindet sich eine Treppenanlage, über die der Besucher zum Garuda Plaza gelangt. Hier befindet sich eine Skulptur des Kopfes von Garuda, einem Wesen der Mythologie, wobei es sich um einen Vogel mit teils menschlichen Zügen handelt. Garuda symbolisiert Stärke, Kraft und Kampfgeist, vom Wesen aber auch Treue, Vertrauen und Opferbereitschaft. Der Kopf war ursprünglich als Teil der großen Statue gedacht und sollte zunächst nur vorübergehend ausgestellt werden. Nach jahrelangen Verzögerungen des Baus der großen Statue, hatte der Kopf jedoch eine so große Bedeutung gewonnen, dass entschieden wurde, diesen für die große Statue neu herzustellen.
Direkt neben dem „Garuda Plaza“ befindet sich das Areal Wisnu Plaza, auf dem Kopf und Oberteil der Gottheit Wisnu ausgestellt sind. Die Skulptur hat eine Höhe von etwa 20 m und war ebenfalls vor dem Baustopp bereits fertig gestellt. Der „Wisnu Plaza“ stellt den höchsten Punkt des Parkgeländes dar. Zu bestimmten Tageszeiten wird auf dem „Wisnu Plaza“ traditionelle balinesische Kunst aufgeführt, mit der Statue als Hintergrund.
Auf dem Gelände gibt es auch mehrere Gartenanlagen. Der „Indraloka Garden“ ist nach dem Gott Indra benannt und wird aufgrund seiner wunderbaren Aussicht für kleinere und größere Events, wie zum Beispiel Hochzeiten genutzt.
Im Norden des Parks befinden sich das Amphitheater und das Straßentheater, in denen Shows kultureller Tänze dargeboten werden. In diesem Bereich befinden sich auch die kulinarischen Angebote des Parks sowie zahlreiche Souvenir-Shops. Im Eingangsbereich des Parks befindet sich das Areal Tirtha Agung mit einer Skulptur der Hände Wisnus. Auf einer Wand wird die Geschichte über Garuda Wisnu Kencana erzählt. Sie reicht von der Geburt Garudas bis zum Ritt des Gottes Vishnu.
Im Süden der Anlage ist die riesige Garuda-Wisnu-Kencana-Statue zu sehen, die 2018 fertig gestellt wurde und mit einer Höhe von 120 m alles überragt.

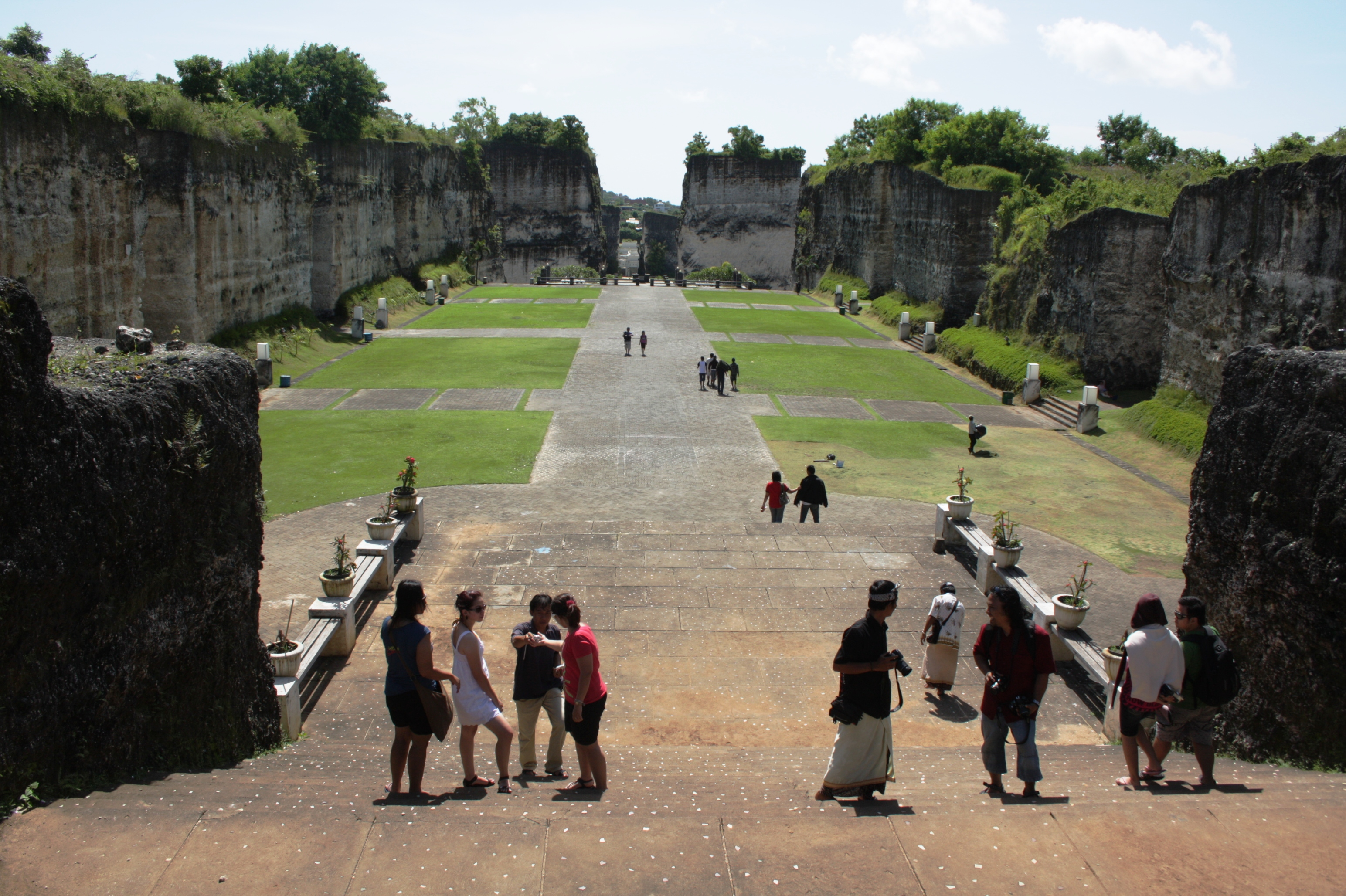
„Lotus Pond“
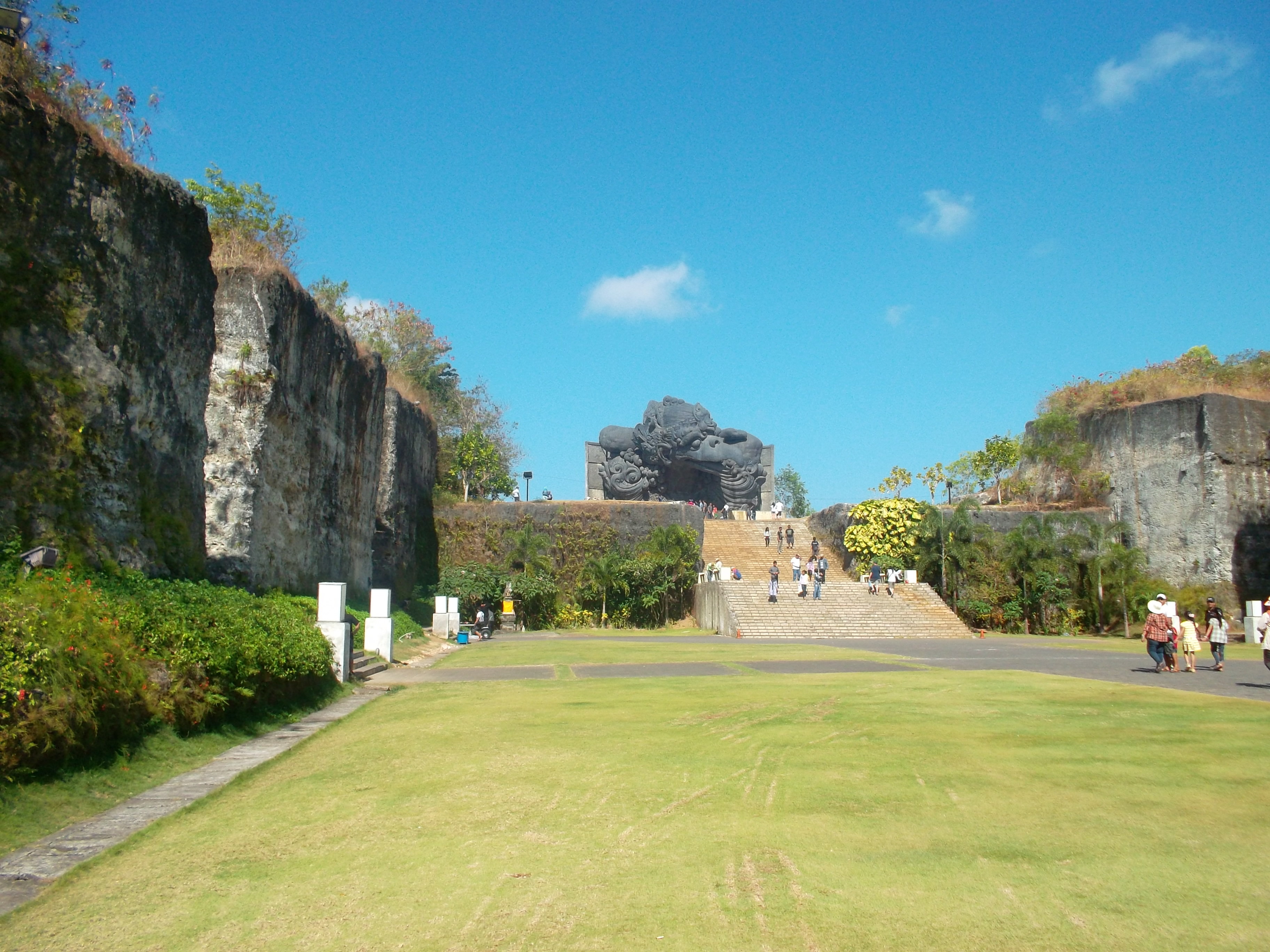
Ende des „Lotus Pond“ mit Treppenaufstieg zum „Garuda Plaza“
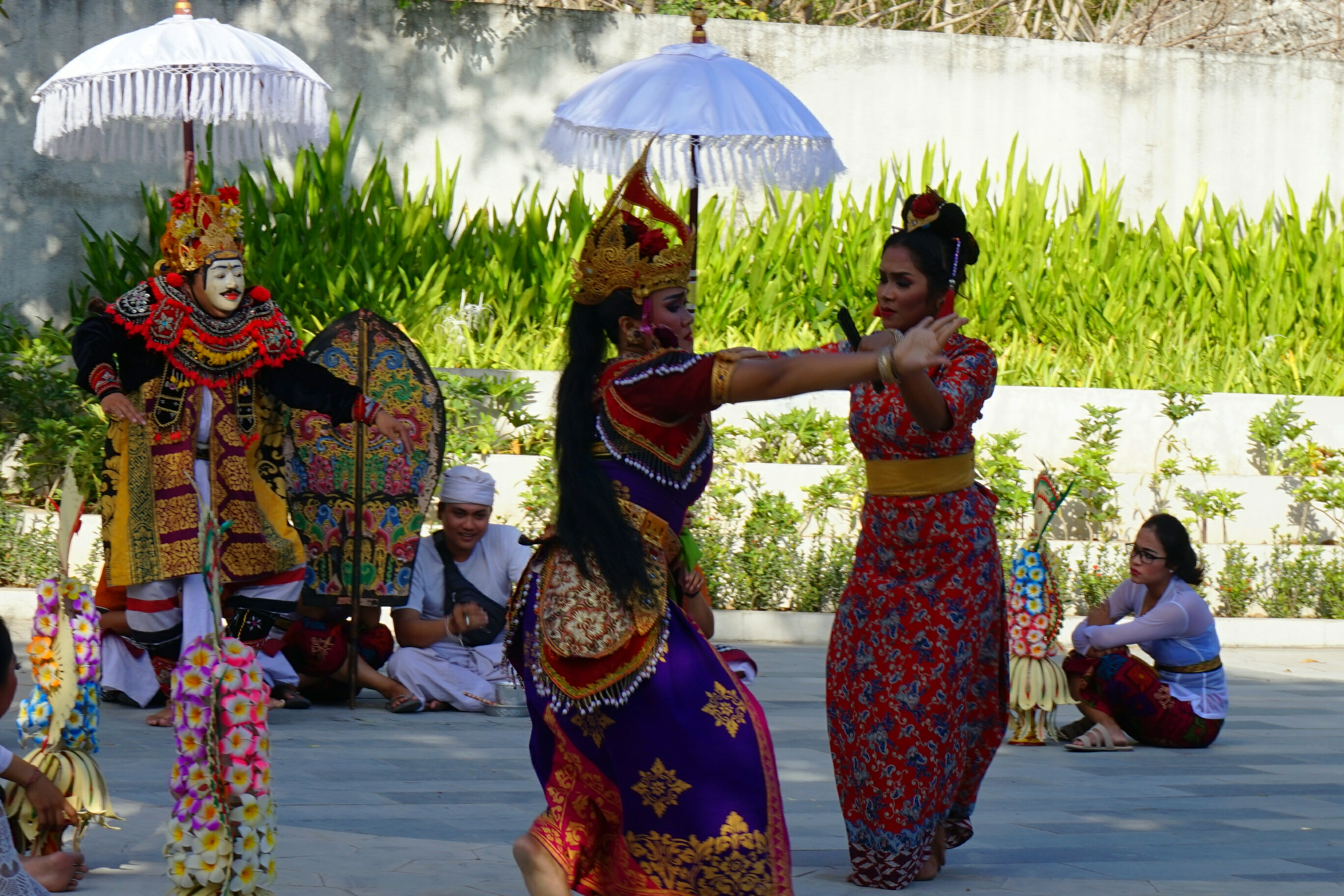
Tanzvorführung im GWK-Park